# Peak Walk
Le Peak Walk est un pont piétonnier suspendu reliant un sommet des Alpes suisses à un rocher voisin. Situé dans le massif des Diablerets des Alpes bernoises dans le canton de Vaud, il relie le sommet du Sex Rouge à un autre sommet, où se trouve le point de vue de la société Glacier 3000. Le Sex Rouge est environ 5 mètres plus haut que le point de vue de Glacier 3000. Le Peak Walk est le premier pont suspendu au monde qui relie deux sommets,,,.
Le pont, conçu par la société Seiler AG (constructions métalliques) à Bönigen, mesure 107 mètres de long, 0,8 mètre de large et 1,2 mètre de haut avec une pente de 15 %. Il est composé de quatre câbles d'acier d'une capacité de charge de 120 tonnes. Le pont est ancré dans la roche par vingt pièces,. Il a été construit en tant qu'attraction touristique en Europe et a coûté 1,8 million de francs. On s'attend à ce que le nombre actuel de visiteurs en été (environ 50 000) double grâce à ce nouveau pont ; 300 personnes pourraient être accueillies à la fois, mais ce nombre serait réduit à 150 pour assurer un meilleur confort. Les architectes ont pris en compte les conditions extrêmes, avec des vents de quelque 200 km/h. Le mont Blanc (point culminant des Alpes), le Cervin, le Mönch, le Jungfrau et l'Eiger font partie des montagnes que l'on peut admirer depuis le pont, dont le sol est partiellement vitré et offre une vue panoramique,. De plus, le pont est devenu le deuxième pont suspendu le plus haut du monde après le Titlis Cliff Walk (en), qui se trouve à 3 000 mètres d'altitude,. Le manque d'air à haute altitude et le mauvais temps ont entravé les travaux de construction et les tempêtes d'été ont retardé le transport des matériaux de construction.